# Pontogeneus
Pontogeneus es un género extinto de cetáceo arqueoceto que existió durante el Eoceno Superior en el sudeste de Estados Unidos. El esqueleto de Pontogeneus tiene muchas similitudes con Basilosaurus cetoides. Sin embargo, las vértebras torácicas más posteriores, las vértebras lumbares y las vértebras caudales más proximales tienen proporciones que se asemejan todavía más a los miembros de la subfamilia Archaeoceti como Dorudontinae, indicando que Pontogeneus representa un género diferente a Basilosaurus y está mejor emparentados con los géneros más pequeños Zygorhiza y Dorudon.